# Andalucía
Andalucía (/ændəˈluːʒə/, /ændəˈluːziə/; tiếng Tây Ban Nha: Andalucía, phát âm [andaluˈθi.a]; địa phương [andaluˈsi.a]) là một vùng hành chính của Tây Ban Nha, giáp biên giới với các vùng Alentejo và Algarve của Bồ Đào Nha. Tên chính thức là "Comunidad Autónoma de Andalucía". Vùng có diện tích 87.268 km², dân số 8.424.102 người, vào năm 2011.
Thủ phủ của vùng là thành phố Sevilla.
Trong vùng có 8 tỉnh là Almería, Cádiz, Córdoba, Granada, Huelva, Jaén, Málaga và Sevilla.

## Địa lý

### Khí hậu

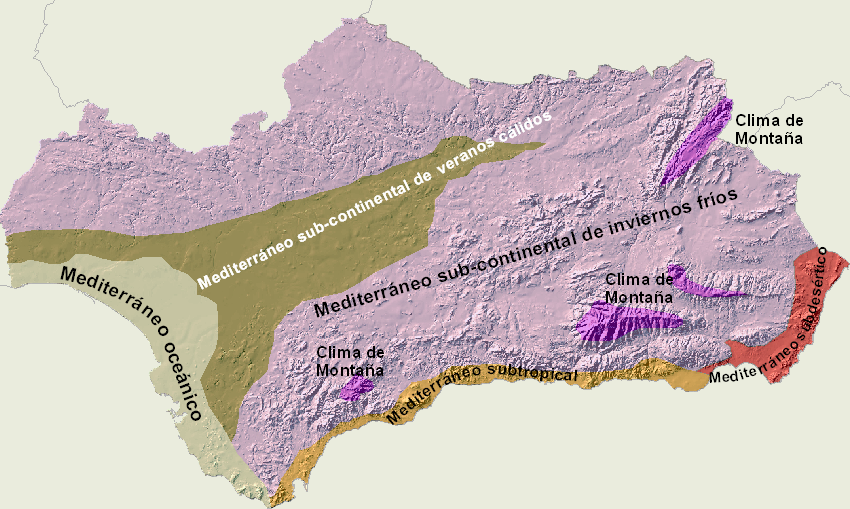
Vị trí những loại khí hậu chính ở Andalucía.

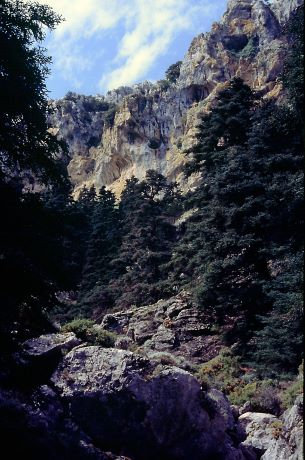
Cây thông Andalucía, Sierra de las Nieves

Andalucía là nơi nóng và khô nhất Tây Ban Nha, nhưng ở phía tây, hệ thống thời tiết Đại Tây Dương làm nó ẩm vào mùa đông, với một số vùng rất ẩm. Trái ngược với những gì nhiều người nghĩ, trong tổng thể, vùng này có lượng mưa trung bình cao hơn lượng mưa trung bình của Tây Ban Nha
| Vị trí  | Tháng lạnh nhất  | Tháng 4          | Tháng ấm nhất    | Tháng 10         |
| ------- | ---------------- | ---------------- | ---------------- | ---------------- |
| Almería | 6,9 °C/ 8,3 °C   | 24,1 °C/ 15,3 °C | 31,0 °C/ 22,4 °C | 24,5 °C/ 16,3 °C |
| Cádiz   | 16,0 °C/ 9,4 °C  | 19,9 °C/ 13,7 °C | 27,9 °C/ 22,0 °C | 23,4 °C/ 17,3 °C |
| Córdoba | 14,9 °C/ 3,6 °C  | 22,8 °C/ 9,3 °C  | 36,9 °C/ 19,0 °C | 25,1 °C/ 13,0 °C |
| Granada | 12,6 °C/ 1,1 °C  | 19,5 °C/ 6,8 °C  | 34,2 °C/ 17,7 °C | 22,6 °C/ 10,1 °C |
| Huelva  | 16,2 °C/ 5,9 °C  | 22,0 °C/ 0,3 °C  | 32,7 °C/ 18,9 °C | 24,9 °C/ 14,1 °C |
| Jerez   | 16,2 °C/ 5,2 °C  | 22,2 °C/ 9,8 °C  | 33,5 °C/ 18,7 °C | 25,5 °C/ 13,7 °C |
| Málaga  | 16,8 °C/ 7,4 °C  | 21,4 °C/ 11,1 °C | 30,8 °C/ 21,1 °C | 24,1 °C/ 15,0 °C |
| Sevilla | 16,0 °C/ 5,7 °C  | 23,4 °C/ 11,1 °C | 36,0 °C/ 20,3 °C | 26,0 °C/ 14,4 °C |
| Tarifa  | 15.1 °C/ 10,9 °C | 17,3 °C/ 13,0 °C | 24,5 °C/ 20,0 °C | 20,6 °C/ 16,7 °C |

## Phân chia hành chính

### Tỉnh

Thượng Andalucía hoặc Đông Andalucía.

Hạ Andalucía hoặc Tây Andalucía.

Andalucía bao gồm 8 tỉnh. Tỉnh mới nhất được thành lập bởi Javier de Burgos trong cuộc phân chia lãnh thổ Tây Ban Nha 1833. Mỗi tỉnh ở Andalucía có cùng tên với thủ phủ của nó:
| Tỉnh    | Thủ phủ | Dân số    | Mật độ       | Khu tự quản     | Quận |
| ------- | ------- | --------- | ------------ | --------------- | ---- |
| Almería | Almería | 702,819   | 72,5 ng/km²  | 102 khu tự quản | 8    |
| Cádiz   | Cádiz   | 1,243,519 | 158,8 ng/km² | 44 khu tự quản  | 14   |
| Córdoba | Córdoba | 805,857   | 72,4 ng/km²  | 75 khu tự quản  | 12   |
| Granada | Granada | 924,550   | 68,7 ng/km²  | 170 khu tự quản | 9    |
| Huelva  | Huelva  | 521,968   | 47,7 ng/km²  | 79 khu tự quản  | 6    |
| Jaén    | Jaén    | 670,600   | 49,1 ng/km²  | 97 khu tự quản  | 10   |
| Málaga  | Málaga  | 1,625,827 | 204,1 ng/km² | 102 khu tự quản | 11   |
| Sevilla | Sevilla | 1,928,962 | 129,1 ng/km² | 105 khu tự quản | 15   |

Andalucía theo truyền thống được chinh thành hai vùng phụ: Thượng Andalucía hoặc Đông Andalucía, bao gồm các tỉnh Almería, Granada, Jaén, và Málaga, và Hạ Andalucía hoặc Tây Andalucía, bao gồm các tỉnh Cádiz, Córdoba, Huelva và Sevilla.

### Các khu tự quản và các địa phương

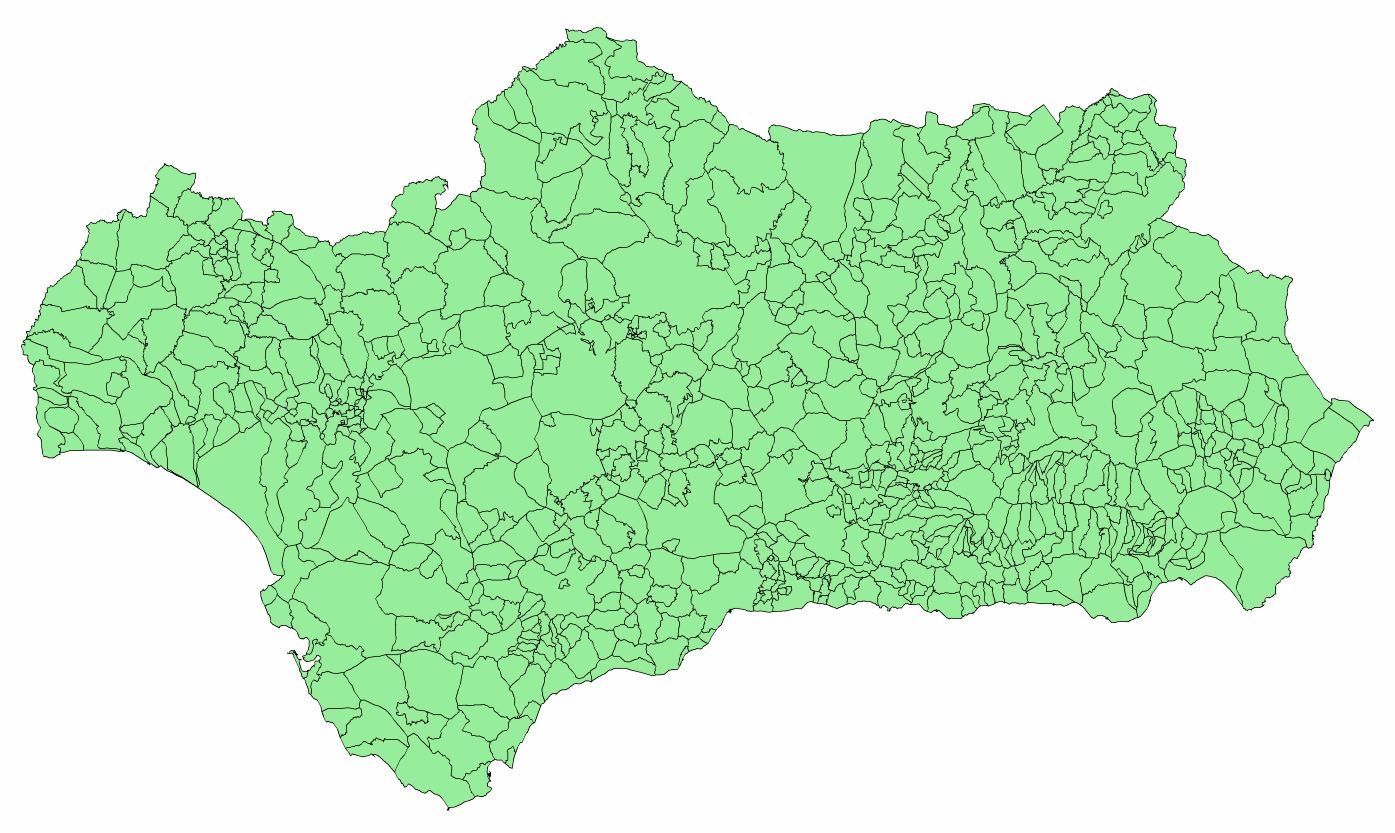
Khu tự quản của Andalucía

Sau cấp độ tỉnh, Andalucía được chia nhỏ hơn thành 774 khu tự quản (municipios). Ở cấp độ tự quản, đại diện, chính quyền và hành chính được thi hành bởi ayuntamiento (chính quyền địa phương), những người mà quản lý quy hoạch, dịch vụ cộng đồng, cung cấp nước, thu và xử lý chất thải, thúc đẩy du lịch, văn hoá, thể thao, và những vấn đề khác dựa trên pháp luật.
Các thành phố quan trọng khác của Andalucían ngoài thủ phủ là:
- El Ejido, Níjar và Roquetas de Mar (Almería)
- La Línea de la Concepción, Algeciras, Sanlúcar de Barrameda, San Fernando, Chiclana de la Frontera, Puerto Real, Arcos de la Frontera, Jerez và El Puerto de Santa María (Cádiz)
- Lucena, Pozoblanco, Montilla và Puente Genil (Córdoba)
- Almuñécar, Guadix, Loja và Motril (Granada)
- Linares, Andújar, Úbeda và Baeza (Jaén)
- Marbella, Mijas, Vélez-Málaga, Fuengirola, Torremolinos, Estepona, Benalmádena, Antequera, Rincón de la Victoria và Ronda (Málaga)
- Utrera, Dos Hermanas, Alcalá de Guadaíra, Osuna, Mairena del Aljarafe, Écija và Lebrija (Sevilla)

Phù hợp với mục đích trao quyền kiểm soát tại địa phương nhiều nhất, trong nhiều trường hợp, các khu đông dân tự phân cấp theo ý muốn của họ. Bao gồm pedanía ("ấp"), villa ("làng"), aldea (cũng giống như "làng"), hoặc các tên tương tự khác.

## Dân số học
Andalucía có dân số đông nhất trong 17 cộng đồng tự trị của Tây Ban Nha. Ước tính dân số đầu năm 2009 là 8.285.692.

### Sự thay đổi dân số
| 1787      | 1842      | 1860      | 1887      | 1900      | 1910      | 1920      | 1930      |
| 1.850.157 | 2.300.020 | 2.965.508 | 3.380.846 | 3.544.769 | 3.800.299 | 4.221.686 | 4.627.148 |
| 1940      | 1950      | 1960      | 1970      | 1981      | 1991      | 2001      | 2011      |
| 5.255.120 | 5.647.244 | 5.940.047 | 5.991.076 | 6.440.985 | 6.940.522 | 7.357.558 | 8.424.102 |

## Kinh tế
Theo truyền thống kinh Andalucía là một vùng nông ngiệp, nhưng ngành dịch vụ (đặc biệt là du lịch, bán lẻ và vận chuyển) bây giờ chiếm ưu thế. Ngành xây dựng đã từng phát triển mạnh mẽ, bị sụp đổ bởi cuộc khủng hoảng kinh tế 2009 cũng đã từng quan trọng với kinh tế của vùng này. Ngành công nghiệp kém phát triển hơn hầu hết các vùng khác ở Tây Ban Nha
Từ 2000–2006 tăng trưởng kinh tế trung bình hàng năm là 3,72%, một trong những vùng cao nhất quốc gia. Nhưng theo Viện thống kê Andalucía, thu nhập bình quân đầu người của Andalucía (€17.401; 2006) vẫn là thấp thứ 2 ở Tây Ban Nha.
|                    | Andalucía   | Almería    | Cádiz      | Córdoba    | Granada    | Huelva    | Jaén      | Málaga     | Seville    |
| ------------------ | ----------- | ---------- | ---------- | ---------- | ---------- | --------- | --------- | ---------- | ---------- |
| GDP (nghìn €)      | 115.273.571 | 10.695.222 | 17.476.650 | 10.287.555 | 11.656.391 | 7.562.345 | 8.555.194 | 21.605.838 | 27.432.372 |
| GDP đầu người      | 10.171      | 12.036     | 9.805      | 9.821      | 9.794      | 10.151    | 9.676     | 10.279     | 10.232     |
| Nghìn nhân công    | 2.825,3     | 274,7      | 408,1      | 262,0      | 285,7      | 158,8     | 220,0     | 538,2      | 677,8      |
| Phần trăm của tỉnh | 100%        | 9,28%      | 15,16%     | 8,92%      | 10,11%     | 6,56%     | 7,42%     | 18,74%     | 23,8%      |

## Nghệ thuật và văn hoá

### Văn hoá

#### Đấu bò

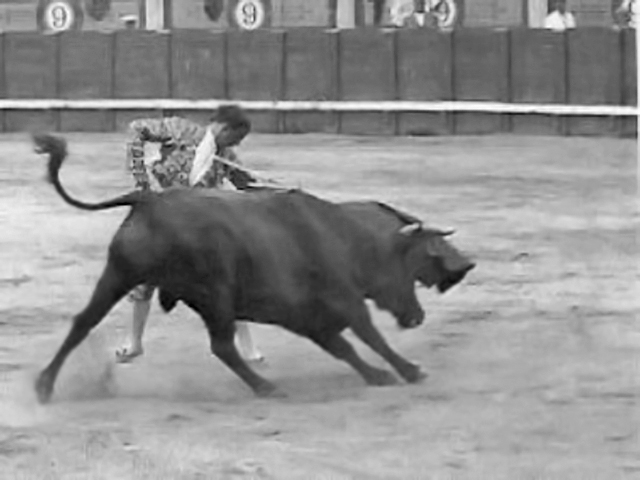
José Gómez Ortega: Joselito "El Gallo".

Trong khi một số dấu vết dòng đấu bò của Tây Ban Nha có niên đại từ thời La Mã, đấu bò ngày nay ở bán đảo Iberia và trong các cựu dấu vết từ Đế quốc Tây Ban Nha có niên đại từ Andalucía thế kỷ 15 và 16. Andalucía vẫn còn là một trung tâm dạy và đấu bò rộng 146.917 ha. Năm 2000, khoảng 100 trung tâm đấu bò Andalucía đã tổ chức 1.139 trận đấu.
Trường đấu bò lâu đời nhất vẫn còn được sử dụng ở Tây Ban Nha là trường đấu bò tân cổ điển Plaza de Ronda Ronda, được xây dựng năm 1784. Chính quyền tự trị Andalucia tài trợ cho taurina Rutas de Andalucía, một tuyến đường du lịch thông qua các khu vực đấu bò tót.